# Amphimallon obscurus
Amphimallon obscurus är en skalbaggsart som beskrevs av Reiche 1864. Amphimallon obscurus ingår i släktet Amphimallon och familjen Melolonthidae. Inga underarter finns listade i Catalogue of Life.